# Academia Jane Long
La Academia Jane Long (Jane Long Academy), anteriormente la Escuela Secundaria Jane Long o la Escuela Media Jane Long (Jane Long Middle School), es una escuela secundaria y preparatoria (high school) pública (una escuela para los grados 6 a 12) en el barrio Sharpstown de Houston, Texas. Como parte del Distrito Escolar Independiente de Houston (HISD por sus siglas en inglés), la Academia Long tiene un  programa de escuela secundaria (de grados 6 a 8) del barrio, y Futures Academy, una escuela preparatoria alternativa. Se ubicada en la Sección #1 de Sharpstown. El programa de escuela secundaria de la Academia Long sirve al barrio de Gulfton y las secciones 1, 1A, y 2 de Sharpstown.

## Historia
La escuela, que fue nombrada por Jane Wilkinson Long, abrió en 1957.
En la década de 1990 un programa magnet se abrió en Long. A partir de esta década, en una conducta abiertamente racista, muchos padres blancos no inscribieron a sus hijos en la secundaria Long.
En 1994, la administración comenzó a exigir a los estudiantes usar uniformes escolares. En los países de origen de los estudiantes, uniformes escolares son ampliamente utilizados.